# Пюржеро
Пюржеро́ (фр. Purgerot) — коммуна во Франции, находится в регионе Франш-Конте. Департамент — Верхняя Сона. Входит в состав кантона Комбофонтен. Округ коммуны — Везуль.
Код INSEE коммуны — 70427.

## География

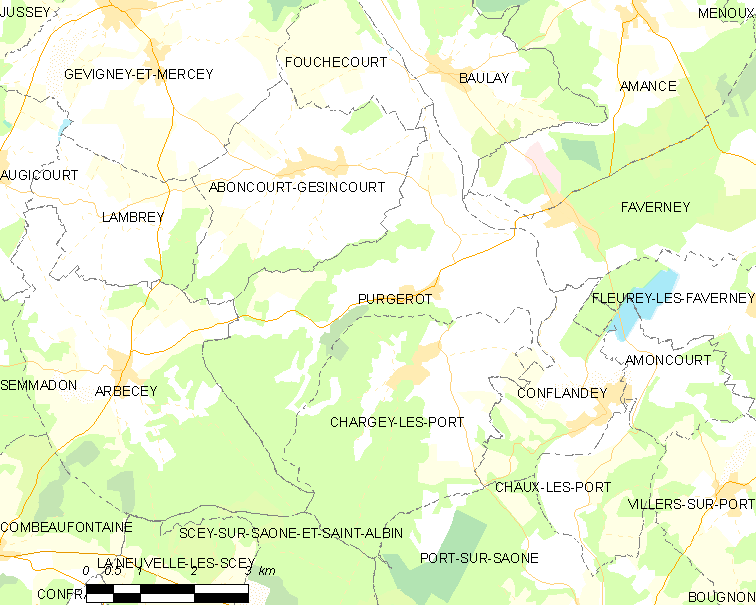
Карта коммуны

Коммуна расположена приблизительно в 300 км к юго-востоку от Парижа, в 60 км севернее Безансона, в 19 км к северо-западу от Везуля.
Вдоль восточной границы коммуны протекает река Сона.

## Население
Население коммуны на 2010 год составляло 367 человек.
| 1962 | 1968 | 1975 | 1982 | 1990 | 1999 | 2010 |
| ---- | ---- | ---- | ---- | ---- | ---- | ---- |
| 401  | 449  | 397  | 390  | 373  | 358  | 367  |

## Экономика
В 2010 году среди 217 человек трудоспособного возраста (15—64 лет) 154 были экономически активными, 63 — неактивными (показатель активности — 71,0 %, в 1999 году было 60,3 %). Из 154 активных жителей работали 140 человек (76 мужчин и 64 женщины), безработных было 14 (10 мужчин и 4 женщины). Среди 63 неактивных 18 человек были учениками или студентами, 26 — пенсионерами, 19 были неактивными по другим причинам.

## Достопримечательности
- Церковь Св. Мартина[фр.] (XII век). Исторический памятник с 1998 года[3]
- Общественная прачечная (1847—1849 годы). Исторический памятник с 1990 года[4]